# Yesü Möngke
Yesü Möngke (mongolisch Есөнмөнх, Jesönmönch, mongolisch ᠶᠢᠰᠦᠨᠢᠮᠥᠶᠢᠩᠬᠡ Esönmönch gest. 1252) war Herrscher der ulus des Tschagatai-Khanats (1246 oder 1247–1252).

## Leben
Er war der fünfte Sohn von Tschagatai Khan und von Yesülün Khatun. Um 1246 wurde er von seinem Cousin, dem Khagan Güyük Khan, zum Khan des Tschagatai-Khanats ernannt, nachdem sein Neffe Qara Hülëgü von Güxük Khan abgesetzt worden war. Möngke Khan, der nächste Großkhan, führte jedoch eine Säuberung der Unterstützer des Hauses von Ögedei Khan, zu denen die Tschagataiden gehörten. Yesü Möngke wurde von der Regentin Orghana nach seiner Entlassung hingerichtet. Qara Hülëgü wurde daraufhin in seine frühere Position zurückgeholt.
Yesü Möngke hatte die Frau Naishi (auch: Toqashi), aber keine Kinder. Es wird berichtet, dass er oft betrunken war, so dass seine Frau und der Vezier Baha al-Din Marghinani an seiner Statt regierten.